# Ruda Solska
Ruda Solska (prononciation : [ˈruda ˈsɔlska]) est un village polonais de la gmina de Biłgoraj dans le powiat de Biłgoraj de la voïvodie de Lublin dans l'est de la Pologne.
Il se situe à environ 11 kilomètres au sud-ouest de Biłgoraj (siège du powiat) et 86 kilomètres au sud de Lublin (capitale de la voïvodie).
Le village comptait approximativement une population de 330 habitants en 2012.

## Histoire
De 1975 à 1998, le village est attaché administrativement à la voïvodie de Zamość.

Depuis 1999, il fait partie de la voïvodie de Lublin.